# Мкртчян Донара Миколаївна
Донара Миколаївна Мкртчян (вірм. Դոնարա ՄկրտչյանԴոնարա Մկրտչյան, до шлюбу Пілосян; 20 квітня 1941, Ленінакан, Вірменська РСР — 15 липня 2011, Севан, Вірменія) — вірменська радянська акторка театру та кіно.

## Біографія
Донара Пілосян народилася 20 квітня 1941 року в Ленінакані (нині Ґюмрі).
У середині 1950-х познайомилася з актором Фрунзиком Мкртчяном, з яким одружилася. У шлюбі народила дочку Нуне і сина Вазгена.
Закінчила Єреванський художньо-театральний інститут, грала в Єреванському академічному театрі імені Сундукяна і була відомою театральною акторкою у Вірменії.
Знімалася в кіно. Особливу популярність їй принесла роль в комедії «Кавказька полонянка».
З роками в поведінці акторки почали з'являтися дивнощі: вона намагалася не відпускати чоловіка ні на крок, стала патологічно ревнивою. Друзі порадили показати її психіатру, той діагностував шизофренію. Після лікування у Вірменії чоловік перевіз її в одну з французьких психіатричних клінік. Але всі зусилля були марними. В останній раз вона вийшла на сцену в 1982 році в п'єсі Іона Друце «Святая святих».
Останні 25 років життя акторка змушена була провести в психіатричній лікарні Севана. За свідченням лікарів, вона не усвідомлювала, що серйозно хвора. У хвилини прояснення збирала навколо себе мешканців лікарні і персонал і читала їм уривки з монологів своїх улюблених героїнь. У клініці вона навіть створила театральний гурток.
Померла 15 липня 2011 року на 71-му році життя в Севані, похована на Спандарянському кладовищі в Єревані.

## Роботи в театрі
- «Абрикосовое дерево»
- «Так, світ перевернувся»
- «Брат Пахтасар»
- «Салемські чаклунки»
- «Глава республіки»
- «Шістдесят років і три години»
- «Святая святих»

## Фільмографія
1. 1964 — Губна помада № 4 — епізод
2. 1966 — Кавказька полонянка, або Нові пригоди Шурика — дружина Джабраїла, тітка Ніни
3. 1969 — Адам і Хева — епізод
4. 1971 — Хатабала — пліткарка
5. 1972 — Чоловіки — Медея, дружина Ромео
6. 1973 — Пригоди Мгер у відпустці — татарка
7. 1977 — Багдасар розлучається з дружиною — Ануш

## Дубляж (вірменською мовою)
- 1971 — «Рустам і Сухраб» — Тахміна